# عدنان ملحم
عدنان ملحم (عربی: عدنان غالب ملحم؛ زادهٔ ۲۹ آوریل ۱۹۸۹) بازیکن فوتبال اهل لبنان است.
وی همچنین در تیم ملی فوتبال لبنان بازی کرده‌است.